# Relations entre la Grèce et le Kurdistan
 (septembre 2022).
La mise en forme du texte ne suit pas les recommandations de Wikipédia : il faut le « wikifier ».
Les points d'amélioration suivants sont les cas les plus fréquents. Le détail des points à revoir est peut-être précisé sur la page de discussion.
- Les titres sont pré-formatés par le logiciel. Ils ne sont ni en capitales, ni en gras.
- Le texte ne doit pas être écrit en capitales (les noms de famille non plus), ni en gras, ni en italique, ni en « petit »…
- Le gras n'est utilisé que pour surligner le titre de l'article dans l'introduction, une seule fois.
- L'italique est rarement utilisé : mots en langue étrangère, titres d'œuvres, noms de bateaux, etc.
- Les citations ne sont pas en italique mais en corps de texte normal. Elles sont entourées par des guillemets français : « et ».
- Les listes à puces sont à éviter, des paragraphes rédigés étant largement préférés. Les tableaux sont à réserver à la présentation de données structurées (résultats, etc.).
- Les appels de note de bas de page (petits chiffres en exposant, introduits par l'outil «  Source ») sont à placer entre la fin de phrase et le point final[comme ça].
- Les liens internes (vers d'autres articles de Wikipédia) sont à choisir avec parcimonie. Créez des liens vers des articles approfondissant le sujet. Les termes génériques sans rapport avec le sujet sont à éviter, ainsi que les répétitions de liens vers un même terme.
- Les liens externes sont à placer uniquement dans une section « Liens externes », à la fin de l'article. Ces liens sont à choisir avec parcimonie suivant les règles définies. Si un lien sert de source à l'article, son insertion dans le texte est à faire par les notes de bas de page.
- La présentation des références doit suivre les conventions bibliographiques. Il est recommandé d'utiliser les modèles {{Ouvrage}}, {{Chapitre}}, {{Article}}, {{Lien web}} et/ou {{Bibliographie}}. Le mode d'édition visuel peut mettre en forme automatiquement les références.
- Insérer une infobox (cadre d'informations à droite) n'est pas obligatoire pour parachever la mise en page.

Pour une aide détaillée, merci de consulter Aide:Wikification.
Si vous pensez que ces points ont été résolus, vous pouvez retirer ce bandeau et améliorer la mise en forme d'un autre article.
Les relations entre la Grèce et la région du Kurdistan sont des relations bilatérales entre la Grèce et la région du Kurdistan. La Grèce a un bureau économique et commercial à Erbil, tandis que la Région du Kurdistan n'a pas de représentation en Grèce. En février 2017, le ministre grec des Affaires étrangères Nikos Kotzias a décrit le Kurdistan comme ayant un rôle géostratégique dans la région et constituant un élément important de la politique géostratégique grecque, et ce sont les raisons pour lesquelles la Grèce a ouvert un consulat général à Erbil en mai 2016.
Le ministre kurde des Affaires étrangères Falah Mustafa Bakir s'est rendu à Athènes en novembre 2015 et a rencontré le vice-ministre grec des Affaires étrangères Dimitris Mardas et le secrétaire général des Relations économiques internationales Giorgos Tsipras. Dans la lutte contre l'État islamique, le gouvernement grec a décidé d'aider les soldats kurdes (peshmergas) en faisant don de fusils Kalachnikov et de munitions et en envoyant également une aide humanitaire. En outre, la Grèce a servi de point de départ pour les F-16 belges participant aux frappes aériennes contre l'État islamique en Irak lors de l'intervention américaine en Irak.
Dans un entretien avec Kurdistan 24, le ministre grec des Migrations Ioannis Mouzalas a déclaré que les Grecs et les Kurdes de Grèce entretiennent des liens exceptionnels. La communauté grecque de la région du Kurdistan est estimée à environ 30 à 50 personnes. Un rapport de 2004 a estimé que le nombre total d'Irakiens en Grèce se situait entre 5 000 et 40 000.
De nombreuses entreprises grecques sont présentes dans la région du Kurdistan, notamment des entreprises de construction, des entreprises alimentaires et des entreprises énergétiques. Les investissements grecs dans la région s'élèvent à environ 2 milliards d'euros.

## Position grecque sur l'indépendance kurde
Dans une interview avec Alpha Radio, Kotzias a déclaré que le référendum sur l'indépendance kurde en septembre 2017 était garanti par la constitution irakienne et que la région du Kurdistan avait le droit de l'organiser. Le vice-président du parti grec Nouvelle Démocratie Adonis Georgiadis a déclaré que son parti soutenait le référendum et le droit kurde à l'autodétermination.

## Histoire
En 2012, l'ambassadeur de Grèce en Irak, Merkourios Karafotias, s'est rendu à Erbil et a rencontré le président kurde Masoud Barzani, où ce dernier a déclaré que : "Nos peuples ont une vieille relation les uns avec les autres. Nous apprécions les liens qui existent déjà entre nous et nous sommes prêts à nous coordonner et à travailler ensemble pour développer davantage ces relations." La secrétaire générale adjointe grecque pour les relations économiques internationales et la coopération au développement, Magdalini Karakoli, s'est rendue à Erbil en 2014 et a rencontré le ministre kurde des Affaires étrangères Falah Mustafa. Les deux hommes ont discuté des domaines dans lesquels les deux parties pourraient renforcer leur coopération et Karakoli a déclaré : "Nous jouissons d'un lien d'amitié solide avec le Kurdistan". Dans une interview avec Kathimerini en 2014, le chef de cabinet du Premier ministre et du gouvernement régional du Kurdistan Safeen Dizayee a déclaré que la Grèce avait une présence commerciale et diplomatique dynamique dans la région du Kurdistan et que le gouvernement kurde appréciait la solidarité envers les Kurdes.
En 2017, l'ambassadeur de Grèce en Irak, Dionyssios Kyvetos, s'est rendu à Erbil et a annoncé la décision du gouvernement grec de faire passer sa représentation dans la région du Kurdistan du bureau commercial au consulat général. Le chef du département des relations extérieures de la région du Kurdistan, Falah Mustafa, a salué la décision.